# Памятник основателям Одессы
Па́мятник основа́телям Оде́ссы (укр. Пам'ятник засновникам Одеси) — бывший памятник Екатерине II и её сподвижникам — де Рибасу, де Волану, Потемкину и Зубову. Был расположен в Одессе на Екатерининской площади. Изначально воздвигнут в 1900 году по проекту одесского архитектора Юрия Мелетьевича Дмитренко. Скульптор Михаил Петрович Попов, при участии скульпторов Бориса Васильевича Эдуардса, Леопольда Менционе, инженера А. А. Сикорского. В 1920 году демонтирован. Восстановлен в 2007 году. 29 декабря 2022 был вновь демонтирован.

## История памятника

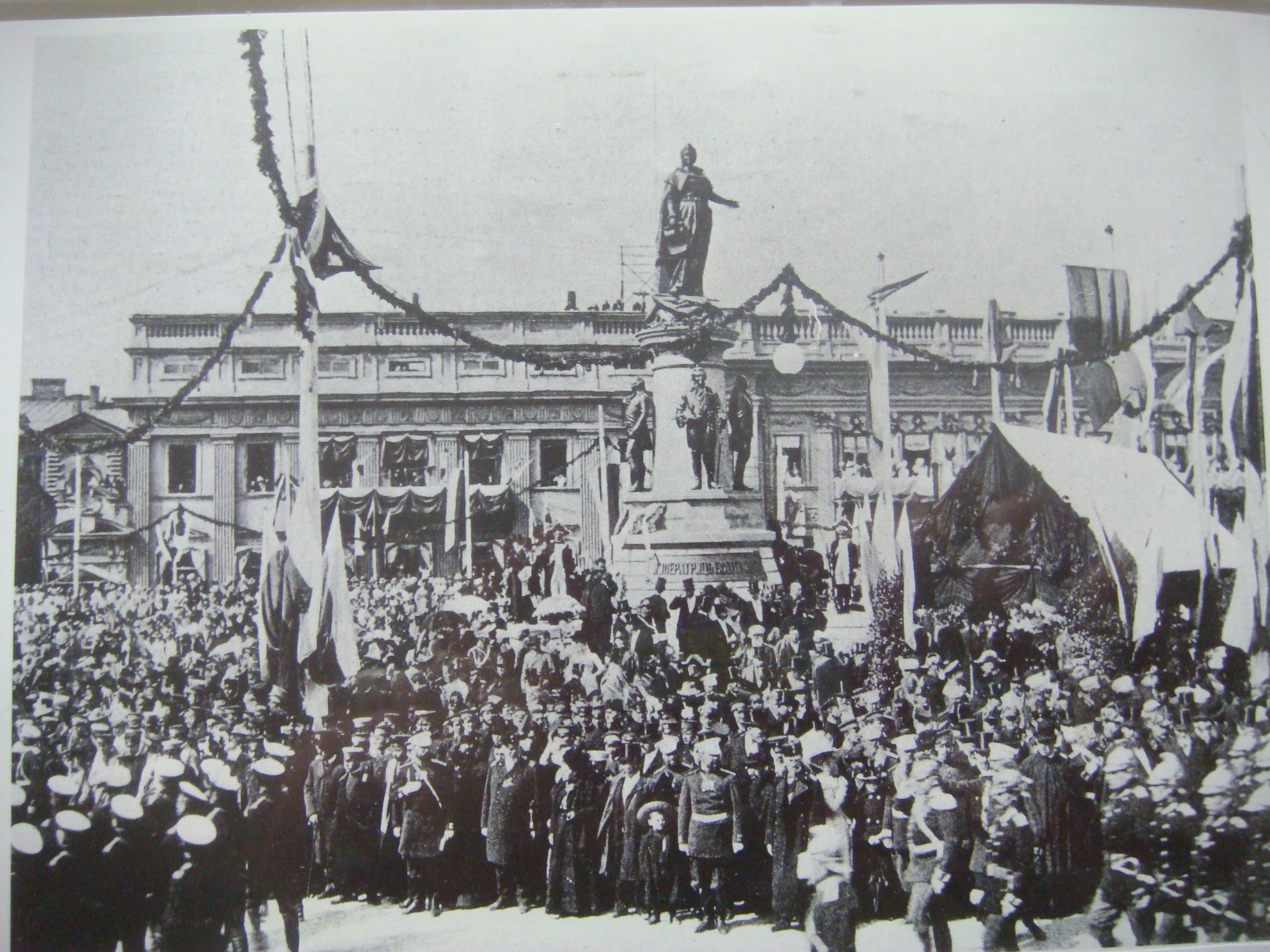
Торжественное открытие памятника. Фотография

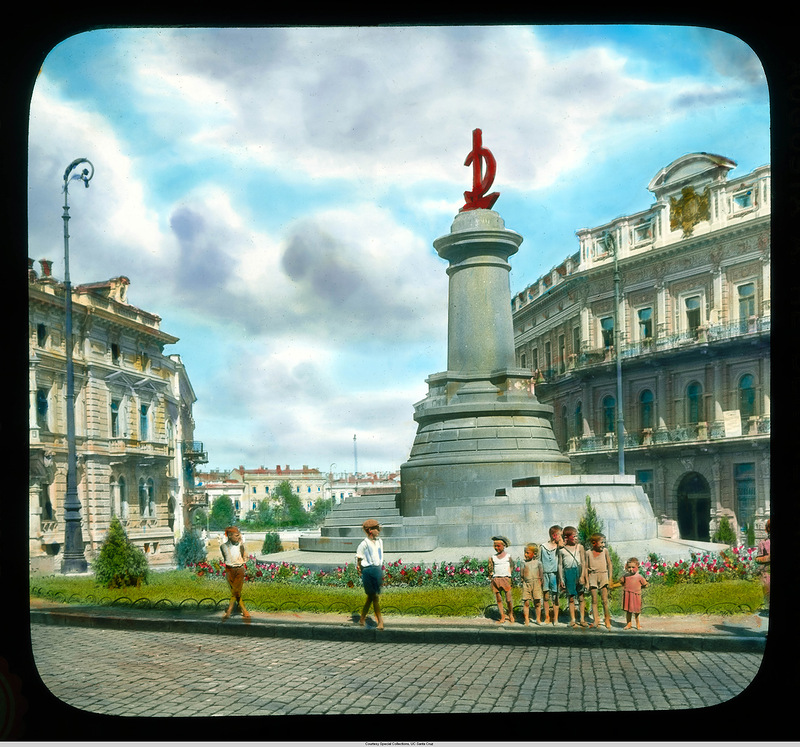
Вид памятника в 1931 году

Екатерина II своим рескриптом от 1794 года положила начала строительству порта в Хаджибее. В 1900 году был установлен памятник Екатерине и её сподвижникам. Открытие памятника состоялось 6 мая 1900 года и было приурочено к 100-летию со дня смерти А. В. Суворова. Памятник был установлен на одноимённой площади, имеющей форму треугольника.
Воздвигнуть памятник основателям города предложил общественный деятель К. М. Минчиаки в 1890 году на совместном заседании городской управы и комиссии по вопросу о праздновании 100-летия Одессы. 23 сентября 1891 года Одесская городская дума приняла решение о создании памятника в честь столетия со дня основания города. Был объявлен конкурс проектов и назначены две премии (две и одна тысяча рублей) за лучшие из них. В конкурсную комиссию входили: исполняющий обязанности городского головы В. Н. Лигин, член городской управы Н. В. Велькоборский, члены одесского отделения Императорского Русского технического общества Я. Н. Новиков и архитектор А. Г. Люикс, члены Общества изящных искусств Б. В. Эдуардс и К. К. Костанди, городской архитектор А. Э. Шейнс и два архитектора по назначению управы В. А. Домбровский и Г. К. Шевренбрандт. С 1 мая 1892 года были представлены конкурсные работы. Первую премию получил проект под девизом «Одесский порт» одесского архитектора Ю. М. Дмитренко, второй под девизом «Esperance» зарубежного зодчего Донато Баркалья. По представлению управы городская дума 24 августа 1892 года постановила разрешить реализацию проекта — победителя конкурса. 14 января 1893 года, после доклада министра внутренних дел государю, последовало высочайшее соизволение соорудить памятник основателям города в ознаменование 100-летнего юбилея Одессы. Закладка памятника состоялась в рамках празднования столетия города 22 августа (2 сентября) 1894 года. Смета проекта составила 57 тыс. руб. Изготовление моделей памятника принял на себя профессор скульптуры, академик Императорской Академии художеств (Санкт-Петербург) М. П. Попов за 10 тыс. руб., а работы по постройке фундамента пьедестала и по отливке самих фигур из бронзы были сданы скульптору Б. В. Эдуардсу и владельцу магазина скульптурных изделий, старшине мраморного цеха одесской общей ремесленной управы Леопольду Менционе за общую сумму 38 тыс. руб. Контроль над выполнением работ возлагался на автора проекта, Ю. М. Дмитренко, ему в качестве гонорара полагалось 5,3 процента общей стоимости работ, то есть 2650 рублей. Дополнительные расходы (транспортные и проч.) составили 4350 рублей.

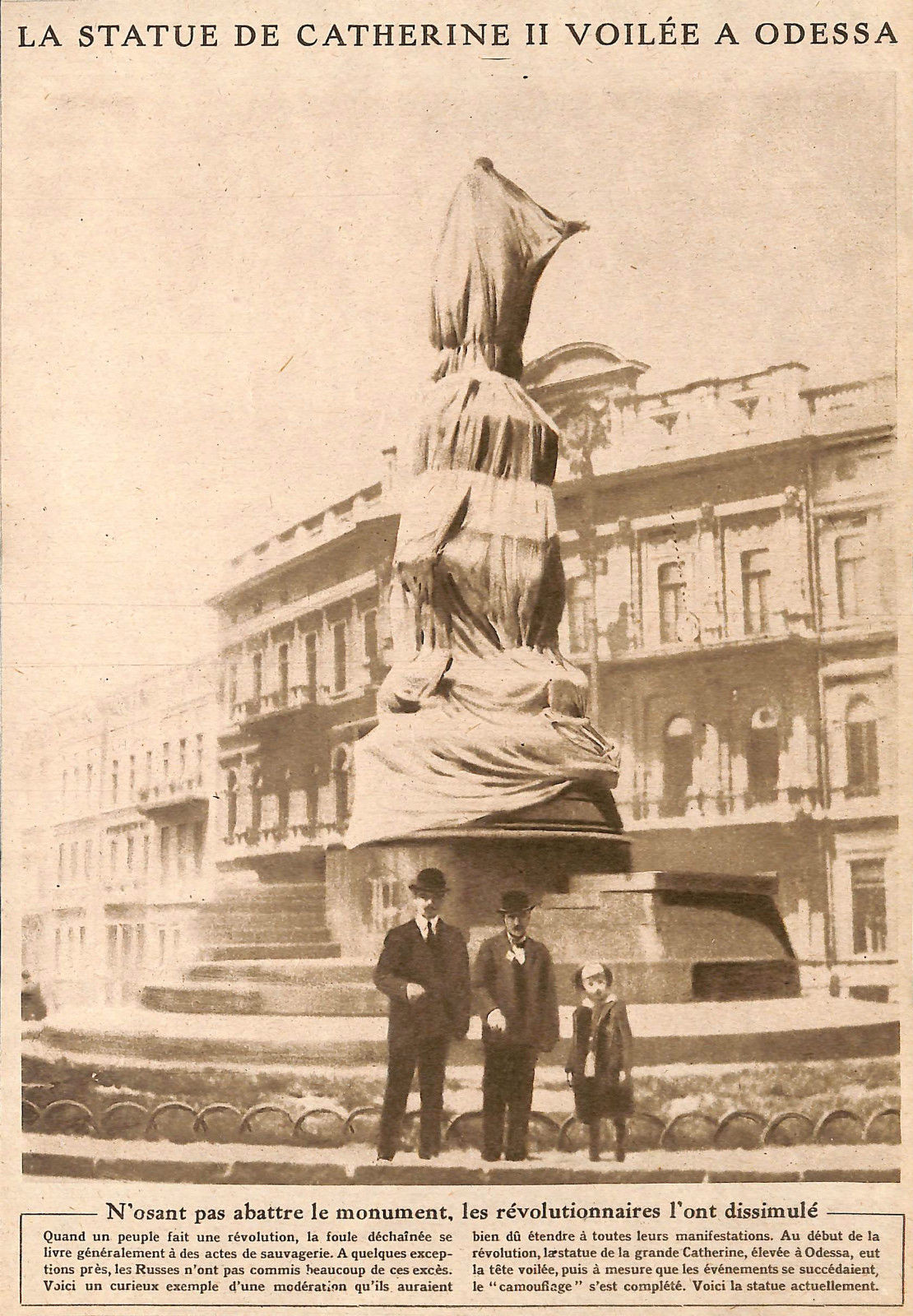
Памятник основателям Одессы, задрапированный после Февральской революции. 1917 год

После Февральской революции 1917 года памятник был задрапирован.
Как писал Иван Бунин
памятник Екатерины с головы до ног закутан, забинтован грязными, мокрыми тряпками, увит веревками и залеплен красными деревянными звездами.
После установления советской власти[когда?] — памятник демонтирован (при этом статуи сподвижников императрицы хранились в краеведческом музее, а статуя самой императрицы была частично уничтожена). По легенде, бронзовые фигуры хотели переплавить в снаряды, но один из матросов заметил: «Негоже иметь снаряды непролетарского происхождения».
В 1965 году, к 60-летию восстания на броненосце «Потёмкин», на этом месте установили памятник восставшим матросам или, как его называли одесситы, «памятник потёмкинцам», шутливо называемый одесситами «утюгом».

## История воссоздания памятника

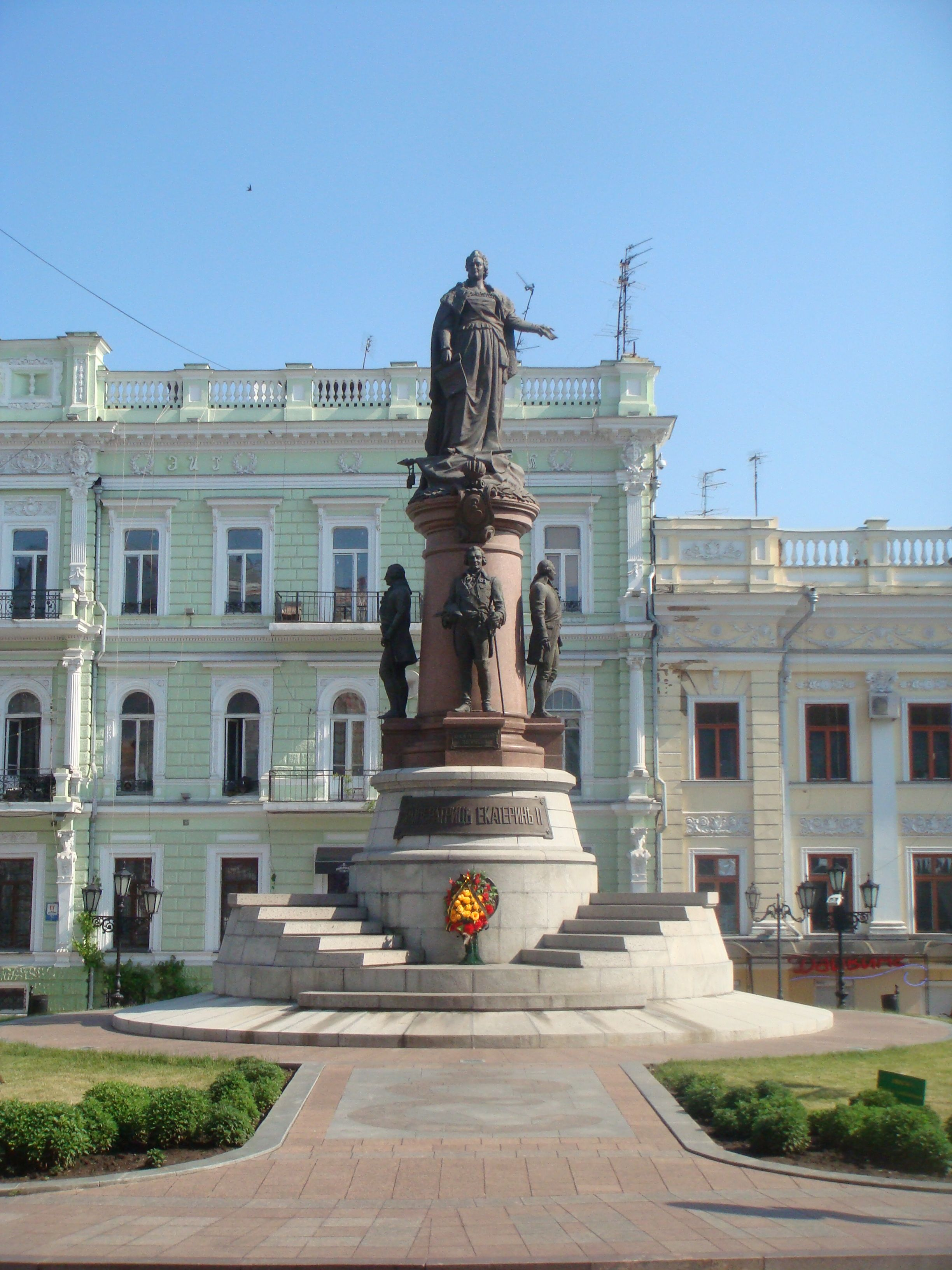
Памятник основателям города Одесса. Фотография сделана весной 2010 года

Впервые идеи восстановления памятника появились в конце 1980-х — начале 1990-х годов. Организовывались даже некие сборы народных средств на будущий памятник — например, известный художник Илья Глазунов вроде бы передал часть гонорара за свою выставку в Одессе на восстановление памятника. Однако это ничем не закончилось. Первый серьёзный интерес к его восстановлению оформился в 1995 году, когда одесский горсовет принял решение восстановить памятник основателям города, использовав при этом сохранившиеся бронзовые фрагменты и дополнив недостающие элементы гранитного постамента. Однако эти планы были остановлены Президентом Украины Л. Д. Кучмой.
В 2006 году одесские власти вновь вернулись к идее восстановления монумента.
2 июля 2007 года на рассмотрение Одесского горсовета был вынесен проект решения «О комплексной реставрации и благоустройстве Екатерининской площади г. Одессы с воспроизведением её исторического вида». По этому решению стоявший на месте памятника Екатерине памятник Потёмкинцам — потомки должен был быть демонтирован и перемещён к Таможенной площади, а на Екатерининской площади должен быть воссоздан памятник Основателям города. Принятым решением горсовета № 1401-V от 04.07.2007 г. была создана комиссия по контролю над соответствием воссоздаваемого памятника «Основателям Одессы» утраченному оригиналу. Спонсором проекта и заказчиком восстановительных работ выступил депутат горсовета Руслан Тарпан:
Желание восстановить Екатерининскую площадь во всей красе, которая была видна на старинных открытках, появилось у меня в юности. Именно поэтому я выступил заказчиком и меценатом восстановления этого памятника. Это был тернистый, но увлекательный процесс. Для меня делом чести стало восстановить его в том виде, в котором он был в начале XX века, когда в 1901 году на Всемирной выставке в Париже эта площадь была признана лучшей в Европе!
Руководителем и генеральным приёмщиком всех выполняемых работ являлся заслуженный архитектор Украины, профессор Владимир Глазырин.
При воссоздании памятника широко использовались сохранившиеся исторические документы и фотографии тех лет. Материалы собирались из архивов Одессы, Киева и Санкт-Петербурга. Так например, сохранился акварельный эскиз памятника автора проекта архитектора Юрия Мелентьевича Дмитренко. Установленный в 1900 году памятник отличался от этого эскиза. Среди главных отличий — наличие руста на пьедестале, которого нет на эскизе Дмитренко и надпись в одну строчку вместо двухстрочной надписи на эскизе. Вторая строчка указывала на столетие Одессы — 1794—1894. Имена четырёх сподвижников Екатерины в проекте Дмитренко были выбиты на граните, в оригинальном же памятнике этого не было.
При воссоздании памятника было решено воспроизвести всё так, как было выполнено в натуре, поэтому памятник отличается от дошедшего до нас эскизного проекта. Единственным же внешним отличием от оригинального памятника стали четыре бронзовые таблички с именами сподвижников Екатерины.
Бронзовую фигуру императрицы пришлось выполнить целиком заново, так как совместить сохранившуюся в Краеведческом музее голову по цвету с создаваемой остальной частью фигуры представлялось невозможным. По решению заказчика Руслана Тарпана на отливку статуи Екатерины был объявлен тендер. В тендере участвовали один одесский и два киевских скульптора. Были представлены три гипсовые модели статуи Екатерины ІІ высотой около метра. В результате тендера изготовление бронзовой статуи было заказано киевскому творческо-производственному комбинату «Художник». Этот комбинат известен одесситам тем, что на нём отливали памятники Л. Утёсову, С. Уточкину, Вере Холодной. Через два года после изготовления памятника Екатерине, этот же комбинат изготовил памятник Мазепе в Полтаве.
Лепку фигур и декора осуществили киевские скульпторы Олег Викторович Черноиванов и заслуженный художник Украины Николай Алексеевич Олейник. Работа по изготовлению 3-метровой глиняной скульптуры была исполнена за несколько месяцев. Фигуры четырёх сподвижников Екатерины — Потёмкина, Зубова, де Рибаса и де Воллана, после необходимой реставрации, использовались оригинальные. Эти фигуры были спасены благодаря таким значимым деятелям культуры как Максим Горький и Бенуа.

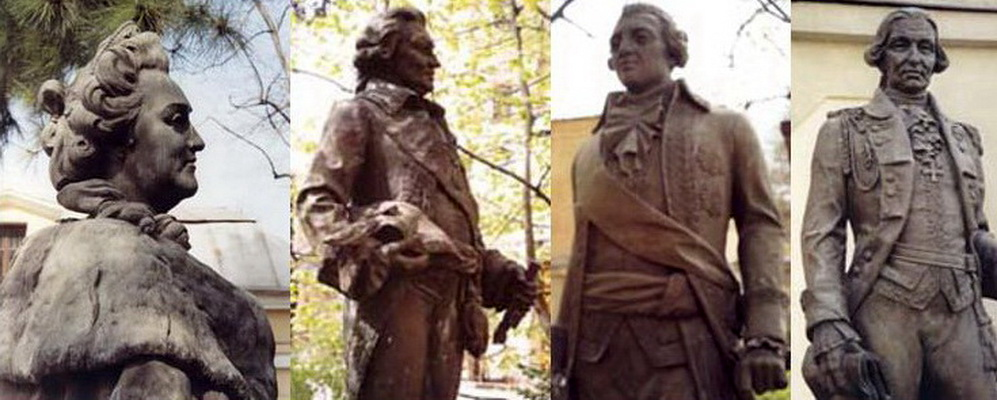
Части оригинального памятника, хранившиеся во дворе Краеведческого музея Одессы

Особо тщательно подошли к поискам образцов гранита, необходимых для изготовления пьедестала. Так, колонна была изготовлена из красного гранита, добываемого на Емельяновском карьере (известен также как «житомирский гранит»), гранит для пьедестала добыт на Янцевском месторождении, для лестничных маршей — из Новоконстантиновского месторождения. В связи с этим можно указать на ещё одно отличие восстановленного памятника от оригинала 1900 года — в том памятнике гранит колоны пьедестала был отшлифован, в новом же она выполнена полированной. Полированная колона угадывается в эскизе Юрия Дмитренко, и заказчик принял решение в данном случае следовать оригинальному проекту Дмитренко, хотя эта технология более затратная, нежели шлифовка.
19 июля 2007 года состоялась торжественная символическая закладка камня на месте восстанавливаемого памятника. Восстановление памятника вызвало политический конфликт — ряд общественных организаций (в том числе ВО «Свобода»), а также президент Украины Виктор Ющенко выступали против восстановления памятника, аргументируя свою позицию неуместностью монумента императрице, распустившей Запорожскую сечь и, по мнению некоторых, выступавшей «палачом украинского народа».

Восстановление монумента потребовало приведения в порядок всей площади вокруг памятника. Более полугода ушло на создание проектной документации и изучение материалов в архивах с целью восстановления первоначального облика зданий, в том числе их цвета. Был проведен специальный химико-технологический анализ слоёв красок. Были полностью заменены все водосточные трубы и системы водоотвода на крыше зданий, на окнах и на балконах. Было воссоздано 6000 элементов утраченного или поврежденного лепного декора зданий, а также восстановлены все чугунные элементы декора, в том числе решётки балконов, ворота, выходящие на площадь. В результате, ансамбль зданий площади сейчас выглядит так же, как он выглядел сто лет назад — и в цветовом и архитектурном смысле. Вокруг памятника была создана зона отдыха — зелёный газон с высаженными в виде вензелей Екатерины II цветами, аккуратными скамейками и фонарями, характерными для начала XX века. В таком же стиле была установлена табличка, рассказывающая об истории памятника и его восстановлении. Сама площадь была вымощена гранитной плиткой. Помимо этого, все здания и памятник были особым образом подсвечены, что позволяло любоваться их архитектурой в тёмное время суток. Была применена «умная» система архитектурной подсветки, позволяющая, кроме всего прочего, экономить электроэнергию. Также была установлена система безопасности, включающая в себя ряд видеокамер, позволяющих просматривать всю площадь.

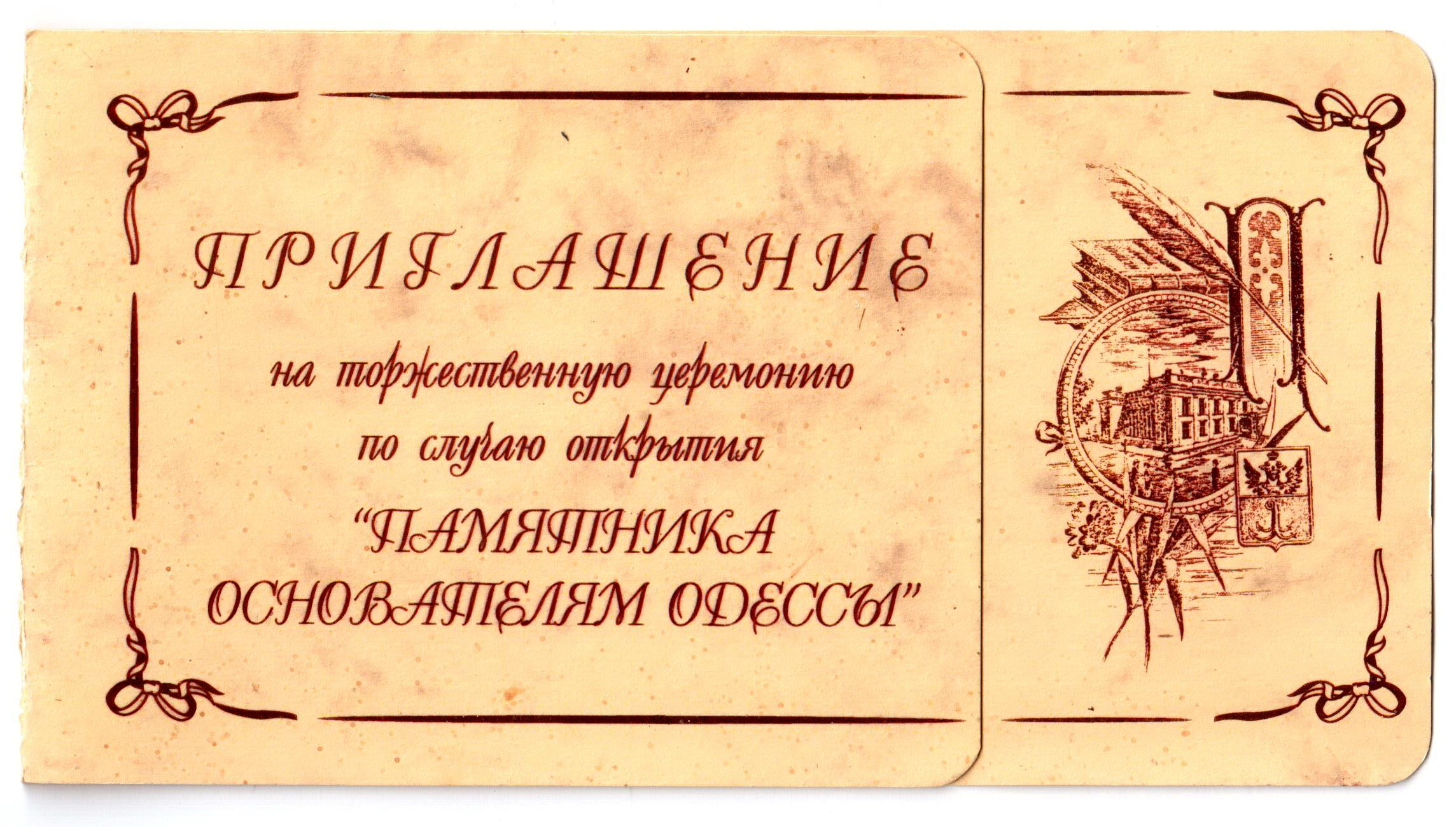
Пригласительный на открытие памятника Основателям Одессы

Праздничная церемония открытия памятника 27 октября 2007 года была организована с оглядкой на подобную 1900 года — в частности — девушки, одетые в форму солдат лейб-гвардии Преображенского полка, окружили памятник, а вокруг прогуливались дамы и кавалеры, одетые в костюмы времён золотого века Екатерины.

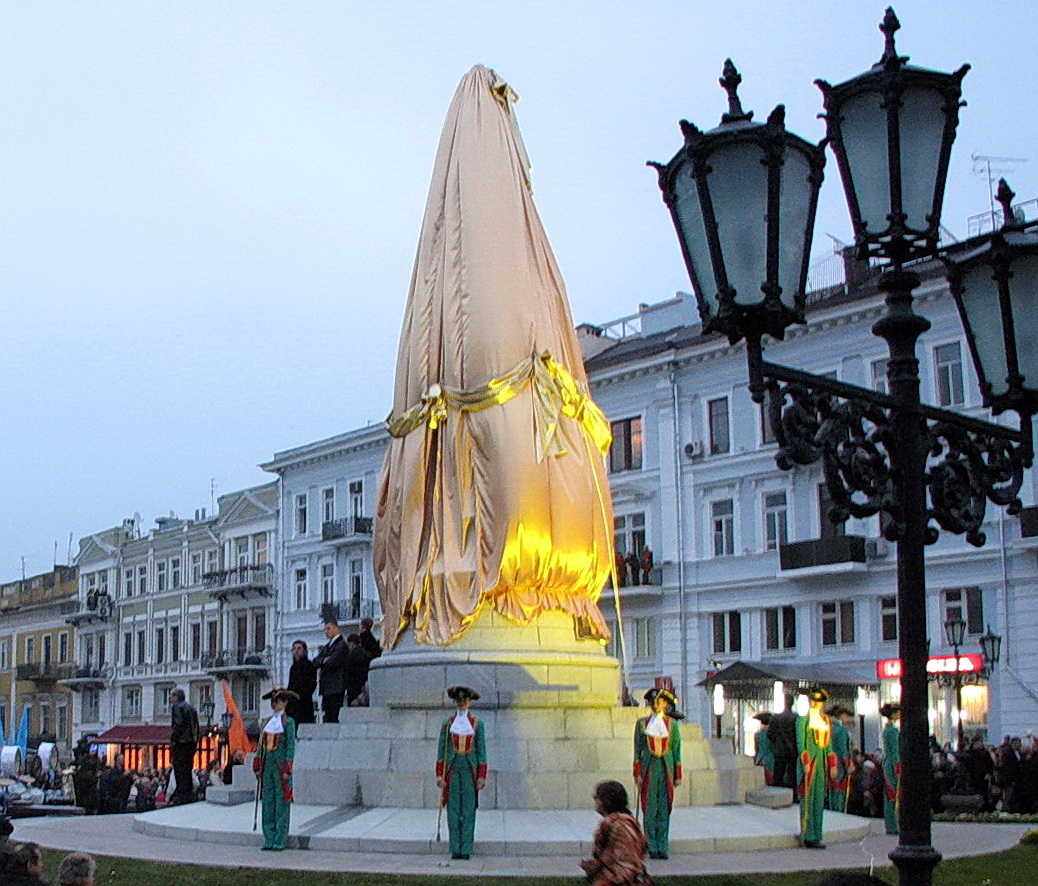
Памятник основателям Одессы перед открытием

После открытия памятника комплекс Екатерининской площади стал одной из главных достопримечательностей Одессы. Архитектурный ансамбль площади претендует на вхождение в число памятников архитектуры, охраняемых ЮНЕСКО, ведь в своё время, на Парижской архитектурной выставке 1901 года Екатерининская площадь была признана лучшей в Европе.
Екатерининская площадь очень быстро стала излюбленным местом молодожёнов.

## Критические отзывы
Судя по обнаруженным в последние годы документам, сразу после открытия оригинального монумента качество выполненных работ вызывало вопросы. Так, Ольга Богданович, исследователь творчества архитектора Дмитренко, обнаружила письмо Бориса Эдуардса, в котором он в частности писал: 
Памятник Екатерине II в Одессе сооружён по проекту архитектора Дмитренко, получившего 1-ю премию на конкурсе. (…) Что же касается меня, то я был лишь исполнителем технической стороны сооружения, т. е. исполнил граниты и бронзы, а модели были за исключением двух фигур, исполнены академиком Поповым. Т. ч. мне чужие грехи не приписывайте.
Судя по всему, это письмо в редакцию газеты было написано потому, что Эдуардсу «приписывали» авторство памятника и какие-то «грехи» в связи с этим. В 1920-е годы краевед А. М. Дерибас в исторической справке, настаивая на сохранении уникального памятника, указывал, что отлитые в 1897 году Поповым фигуры Потёмкина и де Волана, по прибытии их в Одессу, Эдуардс признал непригодными и отлил их заново.
Одесская пресса высказывала ряд замечаний и к воссозданному монументу. Например, «Вечерняя Одесса» писала:
Непонятно только, почему на восстановленном памятнике есть только два имени участников его создания — Ю. М. Дмитренко и Б. Эдуардса. Ладно уж, не упомянут владелец магазинов мраморных изделий и старшина мраморного цеха одесской общей ремесленной управы Леопольд Менционе — его часть работы выполнена новыми мастерами, имена которых отлиты в бронзе на памятнике, хвала им. Но имя автора скульптур академика М. П. Попова должно появиться на памятнике, тем более, что одесситам удалось сохранить, а теперь вновь установить подлинники его работы. <…> Несколько «перестарались» организаторы воссоздания памятника и прямо перед ним, там, где нет и не может быть перехода, устроили новую дорожку, покрытую гранитом. В нём под ногами посетителей совершенно недостойно оказались и вензель, и корона, и крест христианский. Приходится надеяться, что это недоразумение (полагаем, лишь досадная ошибка) будет исправлено <…>. Ещё одним недоразумением являются почти постоянно толпящиеся на ступенях памятника люди. Привыкшие к памятникам-аттракционам и дезориентированные бетонными дорожками, которые вдруг «заботливо» были проложены по газонам и к мраморному Лаокоону, и к бронзовым львам в Горсаду, они не могут теперь «уразуметь», что ступени эти могут служить лишь для того, чтобы, поднявшись по ним, возложить цветы. Впрочем, и для этого необязательно залазить на памятник.

## Повторный снос
В 2012 году возобновились попытки добиться отмены решения об установке памятника (и, как следствие, его сноса). В сентябре 2012 года Приморский суд, а в марте 2015 года — Одесский апелляционный административный суд отклонили иск Ассоциации казацких обществ «Січ», которая требовала отменить решение Одесского горсовета от 2006 года о переносе памятника «потёмкинцам» как незаконного. Это позволило бы убрать памятник основателям Одессы под предлогом восстановления на этом месте монумента героям броненосца «Потёмкин». 20 августа 2015 года Высший административный суд в Киеве, рассмотрев кассационную жалобу, усомнился в чистоте процедуры переноса памятника потёмкинцам на Приморскую улицу и в объективности первых двух инстанций и допустил снос памятника Екатерине II. При этом восстановление на этом месте памятника «потёмкинцам» вряд ли возможно из-за закона о декоммунизации.
В 2015 году мэрия начала подготовку к замене оригинальных частей монумента (фигур фаворитов) на копии по программе включения центральной исторической части застройки Одессы в список объектов Всемирного наследия ЮНЕСКО.
5 февраля 2018 года Одесский апелляционный административный суд отказал в удовлетворении исковых требований «Січь» о возврате памятника потёмкинцам на Екатерининскую площадь. Таким образом, оба памятника остаются на местах своего нынешнего размещения. Также жители города создали петицию о сохранении памятника Основателям Одессы на сайте Президента Украины.
В апреле 2019 года Верховный суд Украины поставил окончательную точку, отклонив требование общественников о переносе памятника Основателям Одессы.
В июле 2022 года, в связи с вторжением России на Украину, был вновь поднят вопрос сноса монумента Екатерине Великой, которую назвали «разрушителем украинской государственности и культуры». Президент Владимир Зеленский обратился в Одесский городской совет с просьбой рассмотреть поднятые в соответствующей петиции вопросы, отметив важность «защиты национальных интересов» и «проработку вопросов очищения общественного пространства от объектов и памятников, касающихся российского имперского и советского наследия». 23 августа историко-топонимическая комиссия города решила отложить вопрос о сносе памятника. 2 ноября вандалы надели колпак палача на голову Екатерине II, а к руке привязали виселицу. Ранее памятник также неоднократно обливали краской. 5 ноября мэр Одессы Геннадий Труханов заявил, что большинство горожан проголосовали на платформе «Социально активный гражданин» за демонтаж памятника. Уже на следующий день памятник обнесли деревянной стеной. Планируется, что монумент будет перенесен с площади в парк имперского и советского прошлого, об идее создания которого мэр говорил ранее. 29 декабря 2022 года под покровом ночи с памятника были срезаны скульптуры и надписи с декором. Статуи Екатерины, графа Платона Зубова, Франца де Волана, Хосе де Рибаса и князя Григория Потемкина-Таврического отвезли на хранение в Художественный музей. Наутро коммунальщики установили на опустевшем постаменте украинский флаг.